# Дершида
Дершида (рум. Derșida) — село у повіті Селаж в Румунії. Входить до складу комуни Бобота.
Село розташоване на відстані 415 км на північний захід від Бухареста, 29 км на північний захід від Залеу, 90 км на північний захід від Клуж-Напоки.

## Населення
За даними перепису населення 2002 року у селі проживали 1918 осіб.
Національний склад населення села:
| Національність | Кількість осіб | Відсоток |
| -------------- | -------------- | -------- |
| румуни         | 1403           | 73,1%    |
| цигани         | 514            | 26,8%    |

Рідною мовою назвали:
| Мова      | Кількість осіб | Відсоток |
| --------- | -------------- | -------- |
| румунська | 1402           | 73,1%    |
| циганська | 515            | 26,9%    |